# Societat de la dinastia Han
La societat a la dinastia Han comprenia el conjunt de classes socials d'un sistema fortament estratificat sota el domini de l'emperador pertanyent a la dinastia Han unides per pràctiques i costums compartits. Les famílies tendien al model nuclear, amb pares i fills convivint a una mateixa llar, malgrat que es reverenciaven avantpassats comuns amb altres parents més allunyats. Es considera un període d'esplendor dins la història de la Xina que abasta els segles II aC - II i que va suposar una homogeneïtzació de la cultura i un control administratius amb una burocràcia de creixent poder.

## Estructura social
La societat Han tenia una estructura piramidal en què l'emperador ocupava el cim i la resta de la població ocupava un lloc amb atribucions fixes determinat per naixement. La mobilitat social, però, era possible gràcies als mèrits

### Els vint rangs de la noblesa
La noblesa s'organitzava en diferents rangs o estaments, fins a vint, cadascun d'ells amb drets (com rebre terres o un salari o un tracte diferent en qüestions legals) i obligacions (servei militar o impostos). Aquests rangs, originats a l'Estat de Qin, s'aplicaven a tots els homes majors de 15 anys (edat considerada inici de l'etapa adulta). Una persona naixia dins un grup social per la seva família però podia ser promocionada segons la seva fidelitat a l'emperador, aportacions econòmiques o per celebrar dates assenyalades. Els rangs es distingien exteriorment per ornaments a la roba particulars de cada estament. Els primers quatre rangs equivalien a cavallers de baix nivell. Els de rang 4 no servien directament en lleves, sinó que podien reclutar els seus propis homes i enviar-los a combatre en nom de l'emperador en cas de guerra. A partir del rang 10 es podien percebre impostos directes i els marquesos (rangs 19 i 20) tenien feus al seu nom, d'on extreien taxes per a ús privat.
Tota la noblesa depenia de l'emperador, que governava de manera absoluta, amb poder per promulgar lleis, castigar les infraccions i decidir les polítiques exterior i interior del país. Tenia un caràcter diví i no es podia pronunciar directament el seu nom, com a mostra de respecte i reverència. Prenia les decisions assessorat per un consell de ministres, però ell tenia sempre la darrera paraula. Li seguia en importància l'emperadriu vídua, la principal esposa de l'emperador anterior i a continuació la família reial segons proximitat de parentiu. Alguns dels parents regnaven sobre zones concretes de la Xina però sempre estaven sotmesos a l'autoritat reial i no podien garantir als seus hereus els mateixos privilegis. Els nobles podien ser obligats a residir a la cort imperial o al contrari, governar des de terres remotes, de manera que es regulava el seu poder en el temps. Tot i que sovint no pertanyien a cap dels vint rangs, els eunucs de l'harem de l'emperador comptaven amb una forta influència sobre les decisions polítiques centrals i intrigaven amb els candidats al tron i als diferents marquesats per afavorir les seves posicions.

### Els oficials
A banda de l'aristocràcia, hi havia un grup social que pertanyia a un estament privilegiat, els oficials. Entre ells destacaven el tutor reial, el preceptor i el protector, càrrecs lligats directament a la persona de l'emperador. Podien pertànyer a la noblesa o no tenir aquest reconeixement formal, però sí gran part dels seus privilegis, com el dret a no ser empresonats sense autorització directa de l'emperador i un salari generós. Les seves funcions consistien en formar i assessorar l'emperador en qüestions d'estat. Per sota d'ells estava el cos de ministres, fins a nou, que gestionaven àrees de la seva expertesa, ja que havien rebut una educació formal acurada. Ascendien a través d'un sistema de recomanació, xiaolian, que pretenia assegurar la seva moral a part de la seva competència tècnica però que va esdevenir un sistema clientelar on els acadèmics buscaven els favors dels nobles per aconseguir una plaça a un ministeri, plaça que en alguns períodes es va convertir en hereditària. Dels ministres depenien els oficials militars i civils, que van anar formant un cos a part amb una formació a mida. D'aquest cos d'oficials va emergir un grup d'acadèmics, que tot i tenir càrrecs de gestió es dedicaven a l'estudi per sobre de les ocupacions polítiques, creant la Taixue o Universitat Imperial. Els oficials podien tenir una professió remunerada al marge del seu càrrec, com ara professors o metges. També estaven permeses pràctiques lligades a l'endevinació o rituals religiosos, pel seu abast espiritual.

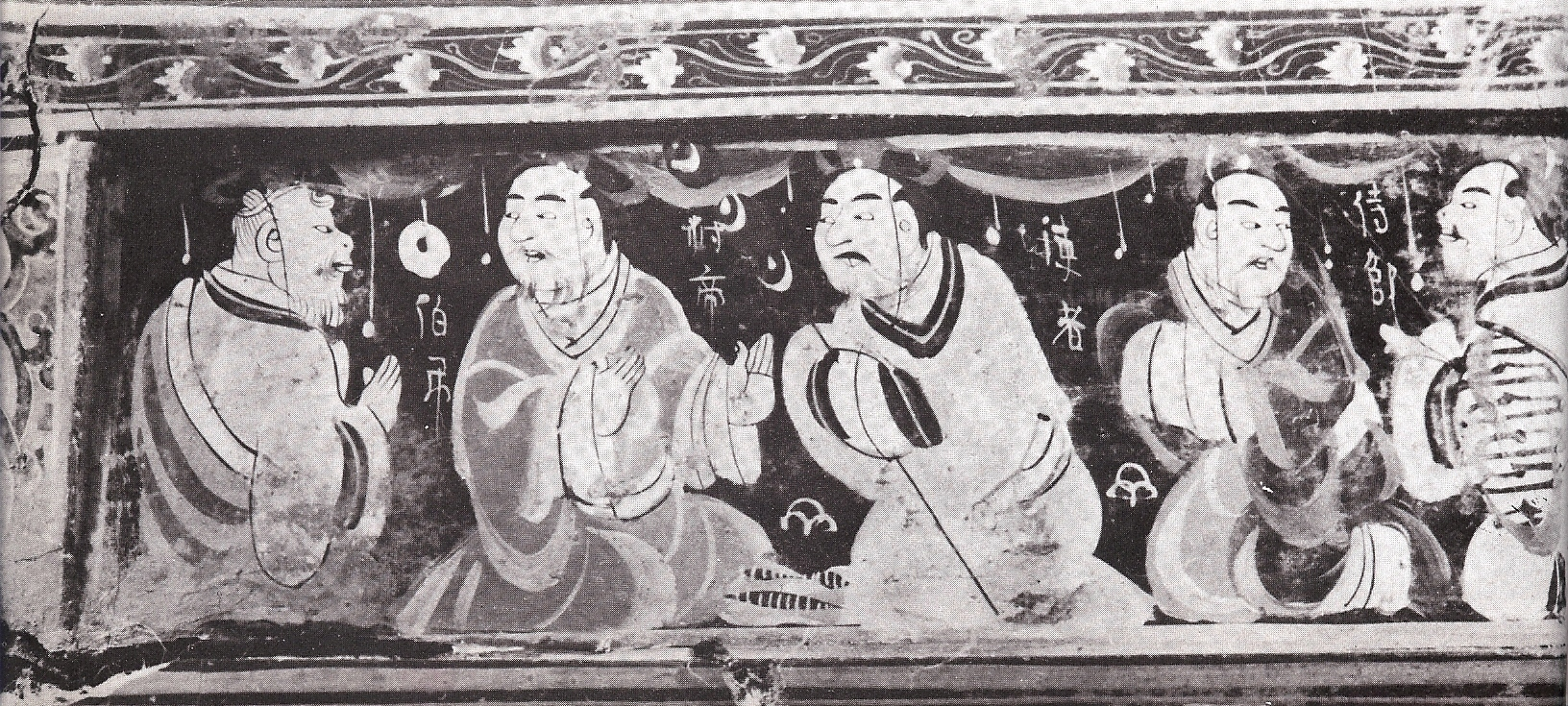
Oficial amb els seus parents

### Els professionals
Tant els oficials com els nobles podien posseir terres o bé llogar-les a les elits locals (que podien aportar fins a la meitat de les seves rendes al seu patró). Els ingressos derivats de l'agricultura es consideraven honorables, no com els d'altres professions. Li seguien en respectabilitat els artesans, que podien treballar ocasionalment per al govern però basaven el seu benefici en les obres sorgides dels tallers on un mestre regia entre els seus deixebles. Els taller proveïen d'articles de consum bàsic, com ara roba o ganivets, productes de luxe, especialment aquells basats en la seda, i obres artístiques, sovint encarregades per un noble o un oficial per a gaudi privat.
Els mercaders ocupaven un estament inferior, pel seu lligam directe amb els diners, mal vistos pel pensament xinès imperant. No podien portar robes de colors ni accedir a cap promoció social, malgrat poguessin acumular fortunes per les seves vendes, especialment les relacionades amb els aliments i matèries primeres per a manufacturar articles de luxe. Tot i que el poble ras només estava obligat a prestar treball forçós periòdic a l'emperador o els marquesos, els comerciants van acabar tenint al seu servei mà d'obra regular, pagada amb diners o a canvi de manutenció, de manera que podien actuar com a senyors locals. Les pugnes amb els oficials van arribar a vegades a la violència i en alguns períodes es van nacionalitzar determinades indústries, com la de la sal, però van ser posteriorment retornades als mercaders.

### Poble ras
La majoria de la població treballava per a les classe superiors, fos en forma de servitud, a canvi d'un salari o sota la figura dels "binke", que residien a les terres d'un senyor a canvi del seu consell tècnic, un treball no manual que millorava la productivitat de les terres o indústries dels seus patrons. El poble tenia mobilitat geogràfica però no social. Tenien l'obligació de treballar un mes a l'any en tasques a favor del govern, per exemple en la construcció, al marge de les lleves excepcionals en cas de guerra, que podien allargar aquest servei. La majoria de soldats ho eren de manera voluntària, a canvi d'una paga o de botins de guerra, i les lleves es podien evitar amb el pagament d'una multa, per la qual cosa la majoria de treball forçós es mantenia dins l'àmbit civil.
No tot el poble tenia el mateix estatus social, a causa de la seva riquesa o per dedicar-se a professions específiques. Per exemple, els bruixots, apartats per llei dels ministeris i mal considerats pels oficials, sovint gaudien d'una alta posició a les seves comunitats. El mateix succeïa amb els missatgers, que pel contacte amb els oficials tenien més estima social, o els astròlegs, que podien ser cridats com a consultors pels membres de la cort.

### Esclavitud
L'esclavitud estava present a la societat Han, si bé en proporcions molt menors que en altres societats antigues, ja que formaven un 1% del total dels habitants de la Xina. La causa d'aquest baix percentatge cal buscar-la en els impostos associats a la propietat d'esclaus, que feina més rendible pagar els sous baixos dels vilatans. Els esclaus podien ser privats, d'un senyor ric, usualment terratinent, o bé esclaus de l'estat. Els primers solien ser pagesos o ciutadans empobrits que havien de vendre's per pagar deutes mentre que entre els segons predominaven els presoners de guerra, criminals i les seves famílies o tributs humans de regnes veïns. La principal diferència entre els esclaus i els més pobres de la societat lliure radicava en la prohibició d'abandonar les terres de l'amo.
Els fills dels esclaus heretaven aquesta condició i només podien guanyar la manumissió per causes excepcionals o bé en assolir una determinada edat, quan ja no eren aptes per al treball físic. Existien lleis que protegien els esclaus de les arbitrarietats dels seus amos, tot i que estava permesa la violència física com a càstig. Sovint els esclaus d'oficials i nobles gaudien d'una posició més elevada que alguns camperols o empleats, per la informació que acumulaven durant la seva feina. Les condicions de vida d'aquests esclaus privilegiats els col·locaven també per sobre del poble ras de menys rang.

## La família
La societat s'organitzava en nuclis familiars que determinaven en gran part el rang social dels seus membres. Cada família pertanyia a un territori, amb normes i costums segons es tractés d'una zona rural, urbana o pertanyent a la capital, Chang'an, dividida en 116 barris. Es preveia l'adopció però la pertinença a una família venia determinada per vincles de sang.

### Els homes
La família nuclear xinesa era patrilineal i els homes ocupaven els llocs de poder de cada clan. Pels valors derivats del confucianisme s'atorgava una gran importància a la pietat filial i el respecte al pare (descendent dels avantpassats que també mereixien veneració), així com als membres de més edat de la família. La família dominant era nuclear, amb dos o tres fills (en determinats períodes es va gravar el fet de tenir famílies nombroses) i es transmetia de pares a fills. Els homes casats podien mudar-se a una nova residència a vegades, però es privilegiava que el fill gran romangués a casa del seu pare amb la seva nova muller fins a heretar la residència a la mort dels progenitors. Ocasionalment diversos germans homes podien conviure amb les seves parelles i fills amb el seu pare.
Segons els vincles de parentiu dels homes s'establien quatre graus de proximitat. El primer estava format pel germà i la seva descendència fins a tres generacions (després formava una branca a part del llinatge). El segon grup eren els oncles (germans del pare) i els seus fills i nets. El tercer estava format pels germans de l'avi i els descendents d'aquesta branca i el quart pel llinatge del besavi (avi del pare). Les filles quan es casaven passaven a formar part d'un altre clan i no es comptava la seva descendència com a part de la família. En cas de no tenir un fill mascle, les famílies podien adoptar un parent, preferentment de grau proper, per mantenir el vincle amb els avantpassats. La lleialtat a membres de la pròpia família s'estenia a plets judicials o venjances d'honor. L'herència de propietats i bens es repartia entre tots els fills homes però els títols i els seus privilegis només passaven al fill gran de cada clan, que formaria la branca principal del llinatge.
Els homes es casaven amb dones de fora del seu clan, incloent-hi els quatre graus de parentiu prevuistos, a partir de l'edat adulta (més de quinze anys), tot i que usualment s'esperava fins a vorejar la trentena. La parella era escollida pel seu pare i el seu avi, amb ocasional consell de la mare. No era freqüent consultar l'opinió dels joves promesos. En la majoria de casos les parelles eren monògames, però els nobles de més rang i l'emperador podien tenir diverses concubines. Un home podia divorciar-se de la seva esposa en cas d'infertilitat, manca de respecte als seus parents, adulteri o delictes i ofenses contra la propietat familiar però no sí la muller havia complert amb els ritus de dol de familiars de primer grau, perquè en aquest cas es considerava ja membre del clan a perpetuïtat.

### Les dones
Les dones es podien casar a partir dels catorze anys però era comú esperar fins als vint anys, moment en què la promesa honorava els avantpassats del seu futur marit i després d'una cerimònia es mudava a casa del seu sogre. Es fomentava l'obediència i el respecte als parents masculins (pares i germans mentre romania soltera, després del marit i els seus parents i posteriorment del seu fill gran si es quedava vídua) com a virtuts que enfortien el clan. L'excepció era la família reial, on la dona i la mare dels emperadors gaudien de més poder que els parents masculins de diferents graus.
Es penava fortament l'adulteri, ja que implicava el risc de barrejar sangs i, per tant, que els avantpassats rebessin un culte bastard. No era freqüent que una dona sol·licités el divorci, però podia demanar tornar a viure amb el seu pare si demostrava maltractaments o la família d'acollida esdevenia massa pobra per mantenir-la. Les dones no heretaven directament, tanmateix aportaven fortuna en forma de dot. Mentre que elles estaven exemptes del treball d'un mes anual i s'esperava que s'ocupessin sobretot d'afers domèstics i la criança dels fills, moltes dones van treballar com a professionals, rebent un salari, en tasques similars a les dels seus marits. Si la vídua quedava en la pobresa i els seus fills encara no podien mantenir-la s'admetia que comencés negocis o es dediqués a tasques com ser ballarina, llevadora o endevinadora. Moltes dones servien a famílies nobles o riques al mateix temps que els seus esposos, de manera que tota la família quedava lligada al mateix senyor. En cas de mort de l'espòs, aleshores la dona romania al servei de la mateixa família.

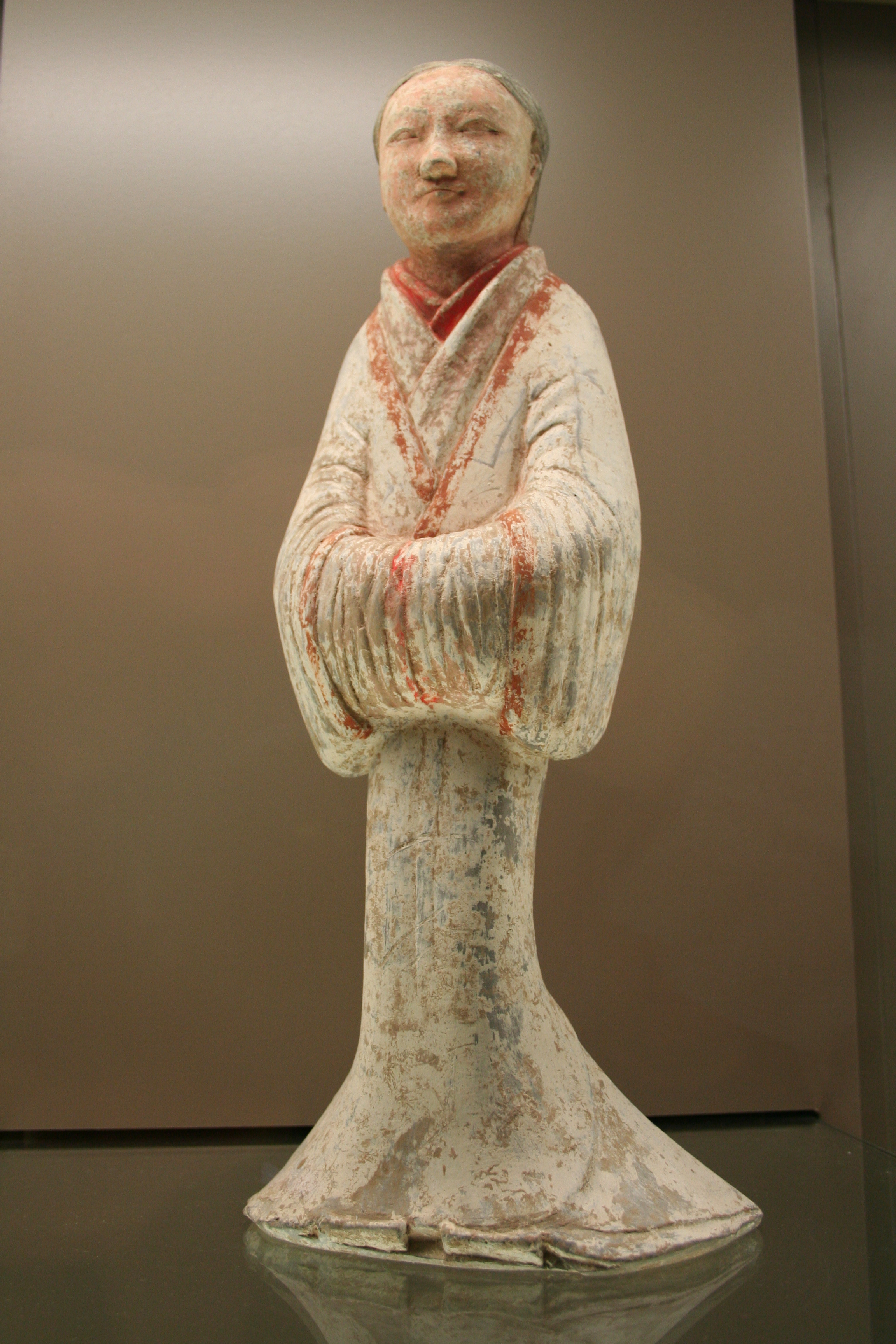
Dona de posició humil